# 엘세이드 히사이
엘세이드 거짐 히사이(알바니아어: Elseid Gëzim Hysaj, 1994년 2월 2일 ~ )는 알바니아의 축구 선수로, 현재 이탈리아 세리에 A의 SS 라치오에서 라이트 백으로 활동하고 있으며 알바니아 국가대표팀 주장직도 맡고 있다.

## 선수 경력

### 클럽
2002년부터 2009년까지 코소보의 KF 블라츠니아 포체란의 유소년팀에서 활동했고 2009년부터 이탈리아로 건너가 2012년까지 세리에 B의 엠폴리 FC의 유소년팀에서 활동했다.
그러던 중 2011년 성인팀에 입단하며 프로에 정식 데뷔했고 이후 2015년까지 102경기에 출전하며 세리에 B 2013-14 시즌 준우승에 기여했고 2015년부터 세리에 A의 SSC 나폴리로 이적하여 현재까지 134경기에 출전하여 세리에 A 2회 준우승(2015-16 시즌, 2017-18 시즌)에도 일조했다.

### 국가대표팀

#### 청소년 국가대표팀
2010년부터 2014년까지 알바니아 U-17 국가대표팀과 U-21 국가대표팀 소속으로 2011년 UEFA U-17 선수권 대회 예선, 2015년 UEFA U-21 축구 선수권 대회 예선 등 7경기에 출전하였다.

#### 성인대표팀
2013년 1월 6일 조지아와의 친선 경기에서 18세의 어린 나이에 국제 A매치 데뷔전을 치르면서 블렌디 날바니, 일리아스 체초 이후 알바니아 축구 선수 중 가장 어린 나이에 A매치에 데뷔한 선수가 되었다.
이후 2014년 FIFA 월드컵 유럽 지역 예선, UEFA 유로 2016 예선에도 출전하여 알바니아의 역사상 첫 유로 대회 본선 진출에 기여했고 이후 열린 루마니아와의 A조 조별리그 최종전에서 팀의 역사상 메이저 대회 본선 첫 승에 기여했으며 현재까지 46경기에서 1골을 기록 중이다.